# Dinastia Valentiniană
Dinastia Valentiniană a fost o familie domnitoare în Imperiul Roman de Răsărit (364 - 379) și în Imperiul Roman de Apus (364 - 392). În timpul acestei dinastii, imperiul a fost reîmpărțit (364) și a suferit de pe urma a mari invazii barbare.
Împărații din această dinastie au fost:
-în Imperiul Roman:
- Valentinian I ; 364 - 375
- Grațian ; 368 - 383 ; fiul lui Valentinian I
- Valentinian al II-lea ; 375 - 392 ; fiul lui Grațian
- Valentinian III ; 425 - 455 ; în ramură colaterală
- Galla Placidia ; 423 - 433 ; mama lui Valentinian III, regentă

-în Imperiul Bizantin:
- Valentinian I ; 364
- Valens ; 364 - 378 ; fratele lui Valentinian I
- Grațian ; 378 - 379 ; fiul lui Valentinian I